# K2-2016-BLG-0005L b

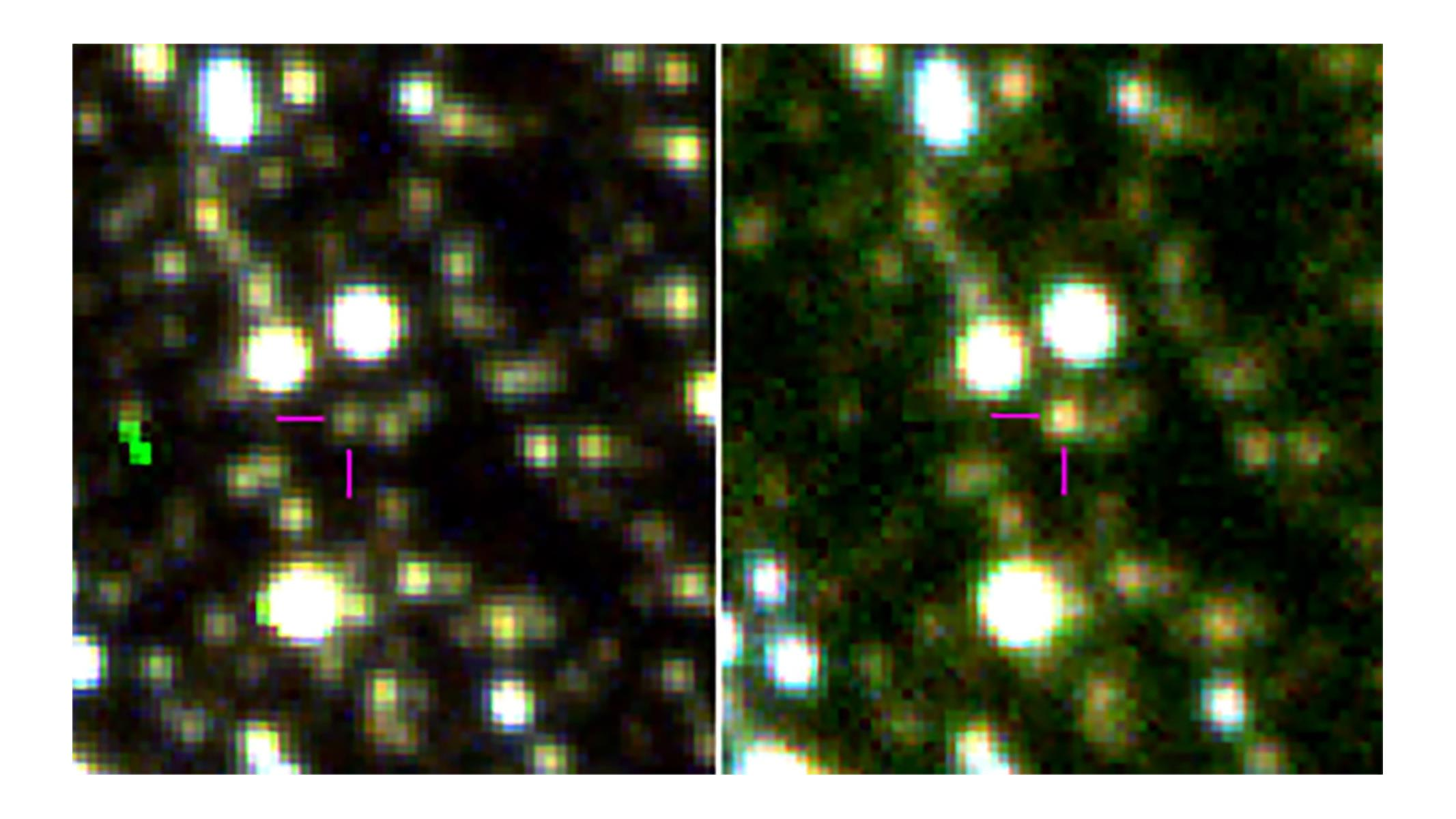
Couple d'images montrant la différence de luminosité d'une étoile lors du passage de la microlentille créée par l'exoplanète.

K2-2016-BLG-0005Lb est l'exoplanète la plus lointaine découverte par le télescope spatial Kepler, c'est le monde le plus lointain jamais capté par l'observatoire de chasse aux planètes, deux fois la distance de son record précédent. Sa distance est estimée à 5 200 ± 230 pc (∼17 000 al) de la Terre, elle a été découverte le 4 janvier 2022 grâce à un effet de microlentille gravitationnelle à partir d'une série de données enregistrées en 2016, puis révélée le 31 mars 2022. L'étoile et son exoplanète sont situées dans la direction de constellation zodiacale du Sagittaire.

## Étoile
K2-2016-BLG-0005Lb est en orbite autour d'une étoile naine moins massive que le Soleil, nommée K2-2016-BLG-0005L. Sa masse est estimée à 0,584 ± 0,03 masse solaire.

## Planète
L'exoplanète est presque une jumelle exacte de Jupiter. Elle est de masse similaire et elle orbite à presque la même distance orbitale. La puissance de la lentille gravitationnelle a permis à l'équipe de déterminer que l'exoplanète fait environ 1,1 masse jovienne, orbitant autour de son étoile à une distance circulaire de 4,18 ± 0,27 unités astronomiques, la distance orbitale moyenne de Jupiter étant de 5,2 unités astronomiques.